# Ovelha Negra, Uma Despedida de Solteiro
Ovelha Negra, Uma Despedida de Solteiro é um filme brasileiro de 1976, escrito e dirigido por Haroldo Marinho Barbosa. Este filme marcou o retorno da atriz Maria Fernanda ao cinema após dezoito anos afastada.

## Elenco
- Joel Barcellos ....João[2]
- Nelson Xavier ....Mário, chefe de orquestra[2]
- Márcia Rodrigues ....Márcia[2]
- Ana Maria Miranda ....Rita[2]
- Maria Fernanda ....Tia Fernanda[2] (Participação)
- Lúcia Milanez ....Lúcia[2]
- Wilson Grey ....Wilson[2]